# Curtefranca
Unter dem Namen Curtefranca gibt es Weiß- und Rotweine, die in der norditalienischen Provinz Brescia, Region Lombardei, erzeugt werden. Die Weine haben seit 1995 eine „kontrollierte Herkunftsbezeichnung“ („Denominazione di origine controllata“ – DOC), die zuletzt am 7. März 2014 aktualisiert wurde.

## Erzeugung
Folgende Weintypen werden erzeugt:
- Curtefranca Bianco: besteht aus mindestens 50 % Chardonnay und höchstens 50 % Pinot bianco und/oder Pinot nero.
- Curtefranca Rosso: besteht aus mindestens 20 % Cabernet franc und/oder Carmenere, mindestens 25 % Merlot und von mindestens 10 % bis höchstens 35 % Cabernet Sauvignon. Maximal 15 % andere rote Rebsorten, die für den Anbau in der Lombardei zugelassen sind, dürfen einzeln oder gemeinsam zugesetzt werden.

## Anbaugebiet
Der Anbau ist auf das Gebiet der Gemeinden Paratico, Capriolo, Adro, Erbusco, Corte Franca, Iseo, Ome, Monticelli Brusati, Rodengo-Saiano, Paderno Franciacorta, Passirano, Provaglio d’Iseo, Cellatica und Gussago sowie Teile der Gemeinden Cologne, Coccaglio, Rovato, Cazzago San Martino und Brescia in der Provinz Brescia beschränkt.
Im Jahr 2016 wurden von 142 Hektar Rebfläche 9.936 Hektoliter DOC-Wein erzeugt.

## Beschreibung
Die Weine sollten laut Denomination folgende Beschreibungen aufweisen:

### Curtefranca Bianco
- Farbe: strohgelb mit grünlichen Reflexen
- Geruch: zart, floraler Duft, charakteristisch
- Geschmack: weich, trocken, fruchtig, ausgewogen
- Alkoholgehalt: mindestens 11,0 Vol.-%
- Säuregehalt: mind. 4,5 g/l
- Trockenextrakt: mind. 15,0 g/l

### Curtefranca Rosso
- Farbe: leuchtend rot mit hellen rubinroten Reflexen
- Geruch: unverwechselbar fruchtig, möglicherweise Noten von Kräutern
- Geschmack: mittelkräftig, trocken, weinig, harmonisch
- Alkoholgehalt: mindestens 11,0 Vol.-%
- Säuregehalt: mind. 4,5 g/l
- Trockenextrakt: mind. 18,0 g/l